# Cynorkis filiformis
Cynorkis filiformis är en orkidéart som beskrevs av Rudolf Schlechter. Cynorkis filiformis ingår i släktet Cynorkis, och familjen orkidéer. Inga underarter finns listade i Catalogue of Life.